# Западно-Казахстанский филармонический оркестр
За́падно-Казахста́нский филармони́ческий орке́стр основан в г. Уральске (Казахстан) в 2003 году специально для проведения Уральского международного конкурса скрипачей. Художественный руководитель Марат Бисенгалиев. Первое выступление состоялось 30 мая 2003 году.
В Филармоническом оркестре два основных состава: струнный (25 чел., работают в г. Уральске) и большой симфонический (80 чел., Алма-Ата). Оба состава выступают под общим названием и под руководством М. Бисенгалиева.
Оркестр выступал в Великобритании, Италии, Польше, Индии, Киргизии, на Украине.
В 2005 году оркестр принял участие в исполнении мировой премьеры Реквиема Карла Дженкинса в Лондоне под управлением автора.
Марат Бисенгалиев также является художественным руководителем Симфонического оркестра Индии (SOI)

## Записи
- Карл Дженкинс, Реквием (EMI)
- Карл Дженкинс, TLEP (Sony BMG)

## Отзывы
- Отзывы мировой прессы об оркестре (англ.)